# Argei
Dans la Rome antique, les Argei sont une fête religieuse archaïque célébrée le 16 et 17 mars et, à nouveau, le 14 ou 15 mai. À l'époque d'Auguste, la signification de ces rites était devenue obscure même pour ceux qui les pratiquaient.

## Déroulement
Le culte des Argées comportait deux cérémonies. La première se déroulait au mois de mars : le lendemain et le surlendemain des ides de mars, c'est-à-dire les 16 et 17 mars, d'après Ovide. La seconde se déroulait soixante jours plus tard, au mois de mai : les ides de mai, c'est-à-dire le 15 mai, d'après Denys d'Halycarnasse, qui suit le calendrier pré-julien, ou la veille des ides de mai, c'est-à-dire le 14 mai, d'après Ovide, qui suit le calendrier julien. La première cérémonie consistait en une procession lors de laquelle des mannequins, appelés Argées, étaient déposés dans des sanctuaires. La seconde consistait en une procession lors de laquelle les mannequins étaient retirés des sanctuaires puis précipités dans le Tibre du haut du pont sacré, le pont Sublicius.
Un document officiel, peut-être pontifical, nous a été partiellement conservé par Varron,. Il décrit le nombre des sanctuaires des Argées et des stations de la procession qui était de vingt-sept. Elles étaient situées dans l'enceinte de Rome. Le Capitole et l'Aventin ne comportaient aucun sanctuaire ni aucune station. Varron en donne une liste incomplète et leur répartition entre les quatre régions serviennes : la Suburane, l'Esquiline, la Colline et la Palatine. La région Suburane comptait au moins six sanctuaires et stations : le quatrième était situé dans le quartier des Carènes ; le sixième, dans celui de Subure. La région Esquiline comptait au moins six sanctuaires et stations. Trois, au moins, étaient situés sur l'Oppius : le premier, le troisième et le quatrième. Deux, au moins, étaient situés sur le mont Cispius : le cinquième et le sixième. La région Colline comptait au moins six sanctuaires et stations : le troisième, sur le Quirinal (collis Quirinalis) ; le quatrième, sur le Salutaire (collis Salutaris) ; le cinquième, sur le Murcial (collis Mucialis) ; la sixième, sur le Latiare (collis Latiaris). La région Palatine comptait au moins sept sanctuaires et stations : le quatrième, sur le Germal, et le septième, sur le Velia.

## Instauration
D'après la tradition rapportée par Tite-Live, les Argées auraient été instaurées par Numa.

## Interprétations
D'après une tradition rapportée par Ovide, le rituel des Argées évoquerait la mise à mort des sexagénaires. Il se serait ainsi agi, à l'origine, de véritables victimes humaines offertes à Saturne. Hercule leur aurait substitué de simples figurines.